# The Reaper
The Reaper (englisch für „Der Schnitter“, „Der Sensenmann“; spanisch La parka) ist ein biografischer Kurz-Dokumentarfilm von Gabriel Serra Argüello aus dem Jahr 2013. Der Film porträtiert Efrain Jimenez Garcia, einen Schlachthaus-Mitarbeiter, der in den letzten 25 Jahren jeden Tag 500 Bullen tötete, sechs Tage die Woche.
Bei der Oscarverleihung 2015 erhielt der Film eine Nominierung in der Kategorie Bester Dokumentar-Kurzfilm.

## Inhalt
Der Film zeigt wie Efrain begann im Schlachthaus zu arbeiten und wie die Arbeit rund um den Tod ihren Tribut zollt; angefangen mit Albträumen, wie das Blatt sich wendet und die Tiere sich an ihm rächen.

## Auszeichnungen
| Auszeichnungen | Auszeichnungen      | Auszeichnungen             | Auszeichnungen            | Auszeichnungen |
| Auszeichnung   | Datum der Zeremonie | Kategorie                  | Empfänger der Nominierung | Ergebnis       |
| -------------- | ------------------- | -------------------------- | ------------------------- | -------------- |
| Oscar          | 22. Februar 2015    | Bester Dokumentar-Kurzfilm | Gabriel Serra Arguello    | Nominiert      |